# Kaiyuan Za Bao
Kaiyuan Za Bao, o Kaiyuan Chao Bao (en español, Boletín de la Corte) fue una publicación oficial que apareció por primera vez en el siglo VIII, durante la era de Kaiyuan. Ha sido descrito como el primer periódico en idioma chino o gaceta oficial, y también como la primera revista del mundo. Sus principales suscriptores eran oficiales imperiales. Cada día las noticias políticas y domésticas eran recolectadas por los editores, y los escritores las transcribían para enviarlas a las provincias. Era escrito a mano en seda, y circuló entre los años 713 y 734.